# Teodor od Montferrata
Teodor I. Paleolog (grč. Θεόδωρος Παλαιολόγος, poznat i kao Teodor Angel Duka, Θεόδωρος Ἄγγελος Δούκας) (Carigrad, o. 1290. – Trino, 24. travnja 1338.), bizantski princ i prvi markiz Montferrata iz dinastije Paleologa.
Bio je sin cara Andronika II. Paleologa i njegove druge žene Irene te polubrat princa Konstantina i brat srpske kraljice Simonide Nemanjić.
Postao je markiz Montferrata 1306. godine, nakon smrti svog ujaka, Ivana I. koji je umro ne ostavivši muških potomaka.

## Osobni život
Teodor je 1307. godine oženio Argentinu Spinolu, koja mu je rodila Ivana II. od Montferrata i Jolandu Palaiologinu.